# Miss Univers România 1993

### destinație de plasare
| rezultatele finale        | Concurent          |
| Miss Univers România 1993 | - Angelica Nicoara |
| locul I                   |                    |
| locul al II-lea           |                    |
| locul al III-lea          |                    |

### judecători
- Mircea Albulescu